# Pic Doppler

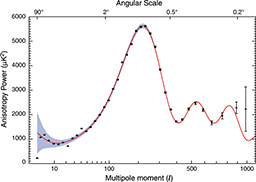
Un pic Doppler.

En cosmologie, un pic Doppler est une perturbation du spectre de puissance de l'anisotropie du fond diffus cosmologique. Il apparait comme une petite série d'oscillations, et est dû aux propagations acoustiques dans le plasma primitif, composé de baryons et de photons.
La hauteur et la localisation de ces pics doivent pouvoir être prédites par un modèle cosmologique viable.